# Cassandre Campanella
Pour les articles homonymes, voir Campanella.
Pas d'image ? Cliquez ici

a Compétitions nationales et continentales officielles uniquement.

b Matchs officiels uniquement.
Cassandre Campanella, née le 20 avril 1992 à Langon,  est une joueuse et dirigeante de rugby à XIII française, originaire de Castelajaloux. 

## Biographie
Cassandre Campanella est architecte de profession. Elle commence à pratiquer le rugby à XIII en 2010, dans le club de Pujols XIII.
En 2017, elle est convoquée pour un stage en équipe de France.
Au début des années 2020, elle est capitaine des Girondins de Bordeaux.
Au mois de novembre 2020, elle se présente sur la liste de Luc Lacoste, aux élections de la FFRXIII. Elle est élue au comité directeur de la fédération. À ce titre, elle participe à différentes opérations et manifestations fédérales comme « Un ballon pour tous ». Elle est également invitée par Sport en France, avec Lambert Belmas, à l'émission « Le Club Sport en France »  pour présenter le rugby à XIII au grand public.

## Palmarès
- Collectif :  
  - vainqueuse avec l'équipe de Pujols XIII du championnat de France en 2010.
  - vainqueuse avec l'équipe de Boïens XIII de la finale du championnat Élite féminin en 2014[6].

- Individuel :

## Vidéographie
Clip électoral de campagne aux élections du Comité directeur du 12 novembre 2020
Émission " Le Club Sport en France" du 19 février 2021 sur la Chaine Sport en France